# Хубер, Мартин Иосифович
Мартин Иосифович Хубер (23 января 1992, Алма-Ата, Казахстан) — казахстанский  горнолыжник австрийского происхождения, мастер спорта Республики Казахстан международного класса.

## Биография
В спорт Мартина привёл его отец. На соревнованиях под эгидой FIS Хубер начал выступать в 2008 году. В 2009 году юный горнолыжник выступил на чемпионате мира. Лучшим результатом для Хубера стало 36-е место в слаломе. 24 января 2012 года казахстанец дебютировал в Кубке мира на этапе в австрийском Шладминге. На чемпионате 2013 года Хубер выступил в трёх дисциплинах, но не смог ни разу попасть даже в число 40 лучших.
На зимних Олимпийских играх 2014 года в Сочи Хубер стал 42-м в скоростном спуске, 40-м в супергиганте и 33-м в суперкомбинации. В 2015 году Хубер заявился для участия в чемпионате мира в ирёх дисциплинах, но так и не смог выйти на старт ни в одной из них.
Живёт и тренируется в Алма-Ате.

## Результаты

### Олимпийские игры
| Олимпийские игры | Скоростной спуск | Супергигант | Гигантский слалом | Слалом | Комбинация |
| ---------------- | ---------------- | ----------- | ----------------- | ------ | ---------- |
| Сочи 2014        | 42               | 40          | —                 | —      | 33         |

### Чемпионат мира
| Чемпионат мира           | Скоростной спуск | Супергигант | Гигантский слалом | Слалом | Комбинация |
| ------------------------ | ---------------- | ----------- | ----------------- | ------ | ---------- |
| Валь-д'Изер 2009         | —                | DNS1        | —                 | 36     | —          |
| Гармиш-Партенкирхен 2011 | —                | —           | —                 | DNF1   | —          |
| Шладминг 2013            | 41               | 47          | —                 | —      | DNF1       |
| Вейл/Бивер-Крик 2015     | —                | DNS1        | BDNS1             | BDNS1  | —          |